# Salvaspalo
Salvaspalo är en kulle i Finland. Den ligger i Enontekis kommun i den norra delen av landet, 900 km norr om huvudstaden Helsingfors. Toppen på Salvaspalo är 480 meter över havet.
Terrängen runt Salvaspalo är huvudsakligen platt.  Trakten runt Salvaspalo är nära nog obefolkad, med mindre än två invånare per kvadratkilometer. Det finns inga samhällen i närheten. Omgivningarna runt Salvaspalo är i huvudsak ett öppet busklandskap.